# 陈定武
陈定武（1961年7月～），男，汉族，福建福州人。中国共产党党员，副总警监警衔，长期于武警公安边防部队任职，曾任中国人民公安大学党委书记。

## 履历
- 历任福州郊区边防大队副大队长、福建省公安边防总队泉州市支队支队长、福建省公安边防总队参谋长等职务
- 2006年9月，率由福建省公安边防总队为主组建的中国第四支赴海地维和警察防暴队执行维和任务，担任政委[1][2]
- 2007年11月，任广西壮族自治区公安边防总队党委书记、总队长
- 2011年8月，任新疆维吾尔自治区公安边防总队总队长、党委副书记[3][4][5]
- 2013年8月，任云南省公安边防总队总队长[6]
- 2015年12月，任公安部边防管理局局长、党委副书记[7][8][9][10]
- 2019年10月，任中国人民公安大学党委书记（副部长级）[11]

## 警衔
- 2012年7月，晋升为武警少将警衔[12]。
- 2019年10月，被授予副总警监警衔[11]。